# أولي جون روث
أولي جون روث (بالألمانية: Uli Jon Roth) (و. 1954  م) هو عازف قيثارة، وملحن ألماني، ولد في دوسلدورف.

## وصلات خارجية
- أولي جون روث على موقع IMDb (الإنجليزية)
- أولي جون روث على موقع ميوزك برينز (الإنجليزية)
- أولي جون روث على موقع أول ميوزيك (الإنجليزية)
- أولي جون روث على موقع ديسكوغز (الإنجليزية)
- أولي جون روث على موقع قاعدة بيانات الفيلم (الإنجليزية)

- أولي جون روث في قاعدة بيانات الأفلام على الإنترنت